# Rafflesia su-meiae
Rafflesia su-meiae este o specie de plante parazite din genul Rafflesia, familia Rafflesiaceae, ordinul Malpighiales, descrisă de M.Wong, Nais și F.Gan. Conform Catalogue of Life specia Rafflesia su-meiae nu are subspecii cunoscute.